# Apodemus epimelas
Il topo selvatico dai denti larghi occidentale (Apodemus epimelas  Nehring, 1902) è un roditore della famiglia dei Muridi diffuso nell'Europa sud-orientale.

## Descrizione

### Dimensioni
Roditore di piccole dimensioni, con la lunghezza della testa e del corpo tra 100 e 150 mm, la lunghezza della coda tra 102 e 146 mm, la lunghezza del piede tra 24 e 28 mm, la lunghezza delle orecchie tra 17 e 22 mm e un peso fino a 56 g.

### Aspetto
Le parti superiori sono grigio-cenere, con dei riflessi nerastri sulla groppa, mentre le parti inferiori e le zampe sono bianche. La coda è più lunga della testa e del corpo, è nerastra sopra e biancastra sotto.

## Biologia

### Comportamento
È una specie terricola.

## Distribuzione e habitat
Questa specie è diffusa lungo le coste della Croazia, Bosnia ed Erzegovina e Montenegro; Albania, Macedonia, Grecia, Bulgaria meridionale e Tracia occidentale. Si trova inoltre sulle isole adriatiche di Curzola e Mljet.
Vive nelle zone rocciose con copertura di prati o arbusti fino a 1.600 metri di altitudine.

## Conservazione
La IUCN Red List, considerato che questa specie è comune, ampiamente diffusa e priva di serie minacce, classifica A.epimelas come specie a rischio minimo (Least Concern).